# Jacques Poons
Isaac (Jacques dan wel Jac.) Poons (Den Haag, 28 oktober 1873 – Den Haag, 3 december 1941) was een Nederlands fagottist.
Hij was zoon van Saartje Snoek en koopman Hartog Poons. Hijzelf was getrouwd met de Groningse Hendrika Koekoek (1909-1949), die Kamp Westerbork overleefde. Twee kinderen werden tijdens de Holocaust omgebracht.
Hij was leerling van Jacob David Henriques de la Fuente. Poons was vijftien jaar eerste fagottist van het Groninger Orkest Vereniging van Peter van Anrooy en Kor Kuiler. In 1921 werd hij eerste fagottist van het Residentie Orkest en docent aan het Haags conservatorium.
Vanuit dat orkest werd in de jaren twintig het Hollandsch Sextet samengesteld. Deelnemende musici waren Bram Best (dwarsfluit), Jaap Stotijn (hobo), Anton Witt (klarinet), Jacques Poons (fagot), Piet Veenstra (hoorn) en Paul Frenkel (piano).
Poons had een matige gezondheid; hij moest in 1930 en 1933 geopereerd worden. Even zo goed was hij op 25 augustus 1933 één van de solisten bij een zogenaamd Kurhaus-concert, de zomerconcerten van het Residentie Orkest tijdens de vakantieperiode. Onder leiding van Carl Schuricht speelde hij met Sam Swaap (viool), Charles van Isterdael (cello) en Jaap Stotijn (hobo) mee in de Symphonie concertante voor viool, cello, hobo, fagot en orkest van Joseph Haydn. In 1934 was hij te horen in de film Willem van Oranje van Jan Teunissen, opnieuw met ook Stotijn in muziek van Bernhard van den Sigtenhorst Meyer.
In 1937 ging hij met pensioen (eervol ontslag uit orkest), mede door een bezuinigingsronde binnen de gemeente Den Haag. Vermoedelijk kon hij toen direct aan de slag bij het Rotterdams Philharmonisch Orkest.  Hij staat te boek als leraar van de eerste afgestudeerde vrouwelijke fagottist Emmy van Merrebach.
Hij overleed op 68-jarige leeftijd. Hij werd begraven te Wassenaar.